# 10. Fallschirmjäger-Division
10. Fallschirmjäger-Division foi uma unidade de paraquedistas da Luftwaffe que prestou serviço durante a Segunda Guerra Mundial.

## Comandantes
- Gustav Wilke, 10 de Março de 1945 - Abril de 1945[2]
- Karl-Heinz von Hoffmann, Abril de 1945 - 7 de Maio de 1945[2]